# Eastover (Caroline du Nord)
Pour les articles homonymes, voir Eastover.
Eastover est une ville américaine située dans le Comté de Cumberland, en Caroline du Nord.

## Démographie
| 1980  | 1990  | 2000  | 2010  | - | - |
| ----- | ----- | ----- | ----- | - | - |
| 1 075 | 1 243 | 1 376 | 3 628 | - | - |

## Source
- (en) Cet article est partiellement ou en totalité issu de l’article de Wikipédia en anglais intitulé « Eastover, North Carolina » (voir la liste des auteurs).